# Список игровых кинофильмов СССР (1951)
Список завершённых советских игровых полнометражных и короткометражных фильмов 1951 года производства, снятых для коммерческого проката. В списке отсутствуют неигровые и мультипликационные кинофильмы, а также телефильмы и учебные фильмы, не выходившие в прокат.

## Список фильмов
Все фильмы звуковые, обычного формата.
| Название (Альтернативное название) | Киностудия                      | Республика      | Цвет  | Серий | Частей | Метраж  | Выход в прокат  | Режиссёр                          | Жанр                     | Примечание                       |       |
| ---------------------------------- | ------------------------------- | --------------- | ----- | ----- | ------ | ------- | --------------- | --------------------------------- | ------------------------ | -------------------------------- | ----- |
| Белинский                          | Ленфильм                        | Россия          | ч.-б. | 1     | 10     | 2989    | 4 июня 1953     | Козинцев Григорий                 | биография                |                                  | [ 1 ] |
| Большой концерт                    | Мосфильм                        | Россия          | цв.   | 1     | 11     | 2972    | 16 ноября 1951  | Строева Вера                      | фильм-концерт            |                                  | [ 2 ] |
| Незабываемый 1919 год              | Мосфильм                        | Россия          | цв.   | 1     | 11     | 2961    | 3 мая 1952      | Чиаурели Михаил                   | драма, исторический      |                                  | [ 3 ] |
| Правда хорошо, а счастье — лучше   | Киностудия им. М. Горького      | Россия          | ч.-б. | 2     | 17     | 4122    | 14 января 1952  | Никольский Борис, Алексеев Сергей | фильм-спектакль, комедия | Первый советский фильм-спектакль | [ 4 ] |
| Пржевальский                       | Мосфильм                        | Россия          | ч.-б. | 1     | 11     | 3145,55 | 26 февраля 1952 | Юткевич Сергей                    | биография                |                                  | [ 5 ] |
| Свет в Коорди                      | Ленфильм, Таллинская киностудия | Россия, Эстония | цв.   | 1     | 10     | 2680    | 25 октября 1951 | Раппопорт Герберт                 | драма                    |                                  | [ 6 ] |
| Сельский врач                      | Киностудия им. М. Горького      | Россия          | цв.   | 1     | 12     | 3178    | 17 января 1952  | Герасимов Сергей                  | драма                    |                                  | [ 7 ] |
| Спортивная честь                   | Мосфильм                        | Россия          | цв.   | 1     | 11     | 2927    | 11 июня 1951    | Петров Владимир                   | комедия                  |                                  | [ 8 ] |
| Тарас Шевченко                     | Киевская киностудия             | Украина         | цв.   | 1     | 11     | 3192    | 17 декабря 1951 | Савченко Игорь                    | биография                |                                  | [ 9 ] |

### Комментарии
1. ↑  Режиссёр спектакля.
2. ↑  Режиссёр фильма.